# Cut Peudaya
Cut Peudaya is een bestuurslaag in het regentschap Pidie van de provincie Atjeh, Indonesië. Cut Peudaya telt 178 inwoners (volkstelling 2010).